# Bừa

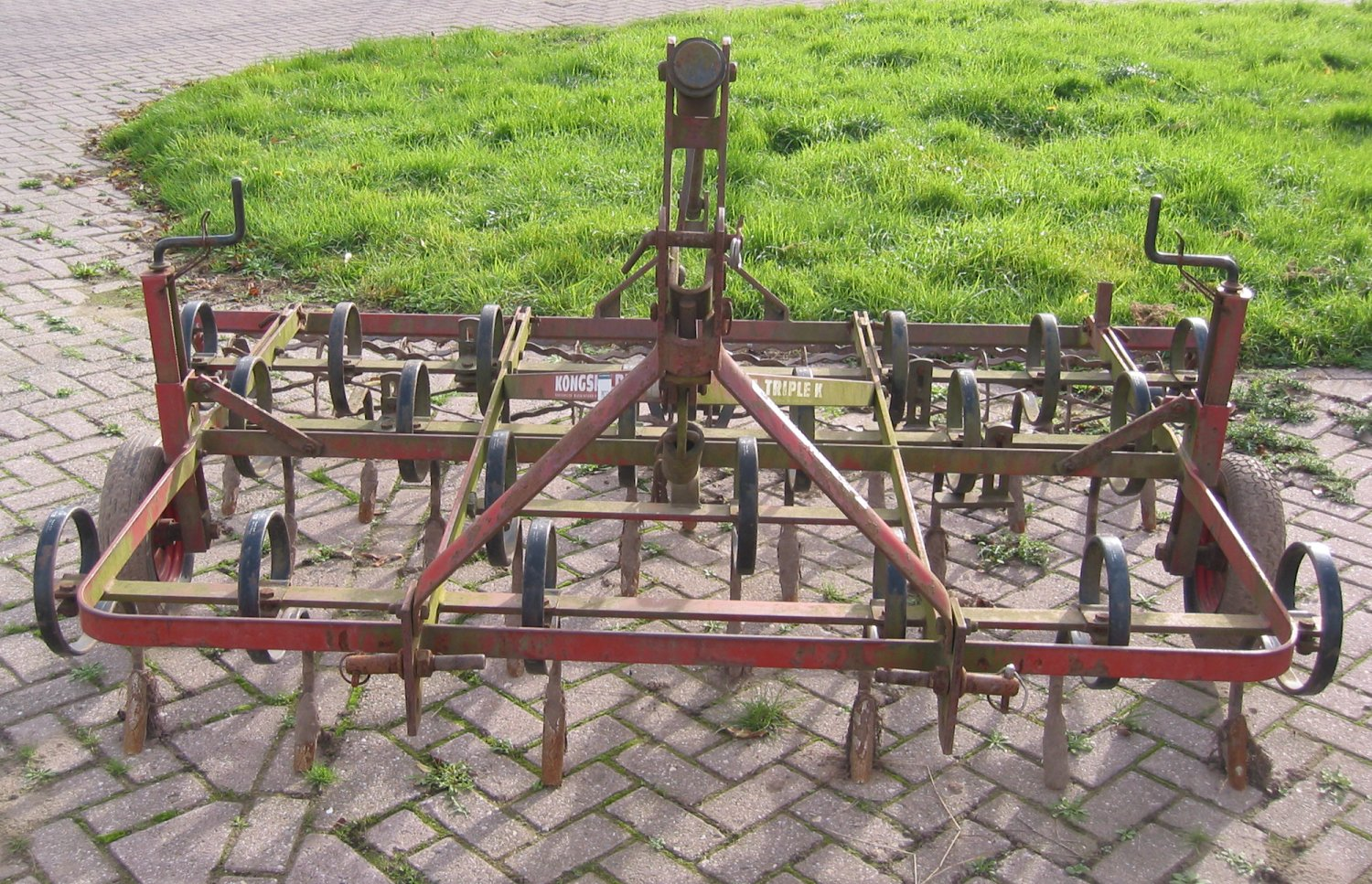
Cái bừa

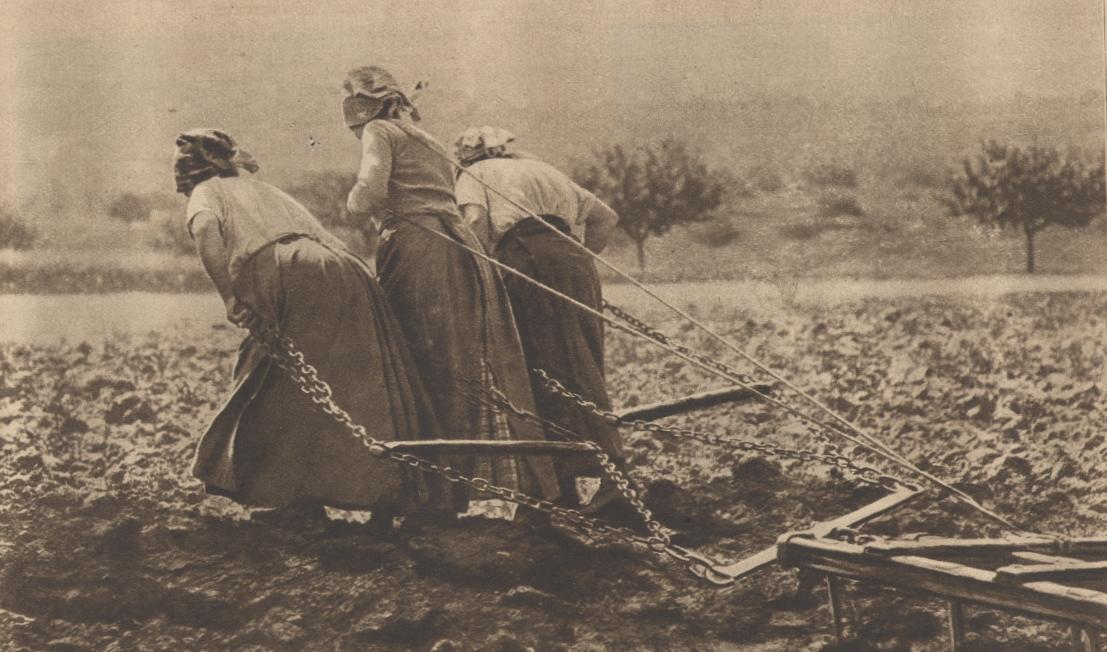
Người kéo bừa

Bừa là nông cụ dùng xới bề mặt của đất. Khác với cày thường dùng để xới sâu, bừa thường được dùng sau khi đất đã được cày qua để làm vỡ các cục hay khối đất giúp đất mịn nhỏ hơn thích hợp cho việc gieo hạt và trồng cây. Người ta cũng có thể bừa thô hơn để loại bỏ cỏ dại và phủ đất lên hạt giống sau gieo xạ.
Bừa có thể được kéo bởi người hay súc vật như trâu, bò, ngựa, hoặc dùng máy kéo.